# Paczółtowice
Paczółtowice ist eine Ortschaft mit einem Schulzenamt der Gemeinde Krzeszowice im Powiat Krakowski der Woiwodschaft Kleinpolen in Polen.

## Geografie
Paczółtowice liegt am rechten, westlichen Ufer des Bachs Racławka im Krakau-Tschenstochauer Jura. Die Nachbarorte sind Racławice im Norden, Żary im Osten, Dębnik im Südosten, Czatkowice Górne im Süden, Czerna im Westen, sowie Gorenice im Nordwesten.

## Geschichte

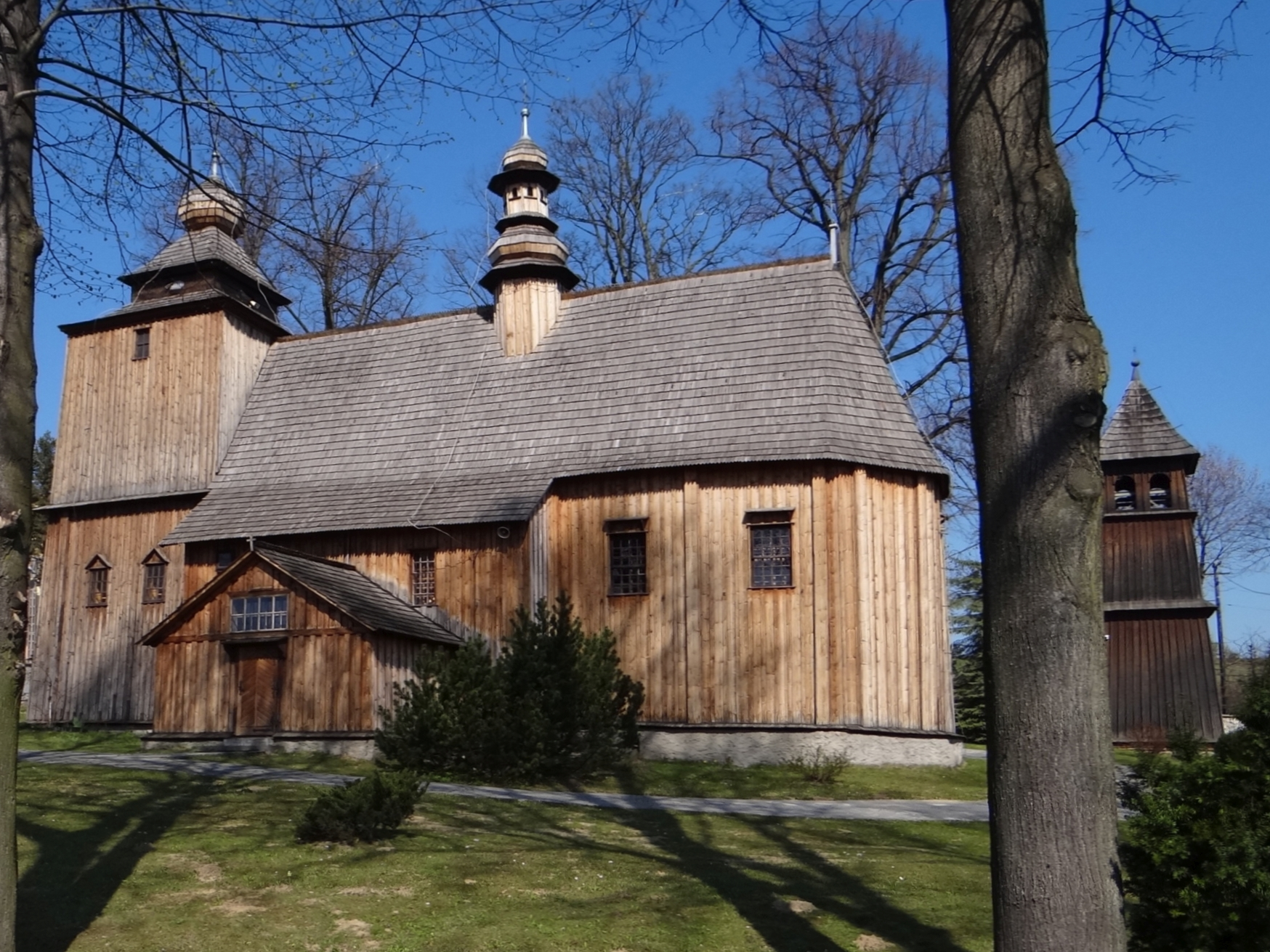
Ortskirche, 1518–1520 gebaut

Laut einer Sage wurde das Dorf vom Ritter Paczołt aus dem Milieu des Herzogs Bolesław II. gegründet, der zusammen mit dem Ritter Radwan (siehe Radwanowice) am Mord am heiligen Stanislaus von Krakau teilnahm. Wahrscheinlicher ist es aber, dass die Gründung nach dem Mongolensturm im Jahr 1241 stattfand, zur Zeit der deutschrechtlichen Kolonisation in der Kastellanei von Chrzanów. Mit einer Fläche von um 20 Hufen wurde Paczółtowice neben Kwaczała zum größten Dorf im Gebiet (es lag wahrscheinlich am nordöstlichen Rand der Kastellanei). Das Dorf wurde erstmals im Jahr 1335 als die Pfarrei Paczoldi Villa erwähnt. Der Name, später Paczoltovicz (1350), Paczulthowicze (1470-1480), ist patronymisch abgeleitet vom Personennamen Paczołt (≤ deutsch Pätzold) mit dem typischen westslawischen Suffix -(ow)ice. 1382 war der örtliche Schultheiß Swansko einer der Schöffen des Obersten Gerichts des deutschen Rechts in Krakau. Um 1440 nahmen die Besitzer des Dorfs den Nachnamen Paczółtowski an, deren letzter Vertreter im Jahr 1525 starb. Ab 1528 gehörte das Dorf der Krakauer bürgerlichen Familie Boner, als es von Severin Boner gekauft wurde. Ab 1628 war Paczółtowice im Besitz des Karmelitenklosters in Czerne.
Bei der dritten Teilung Polens wurde Paczółtowice 1795 Teil des habsburgischen Kaiserreichs. In den Jahren 1815–1846 gehörte das Dorf zur Republik Krakau, 1846 wurde es als Teil des Großherzogtums Krakau wieder in die Länder des Kaisertums Österreich annektiert. Nach der Aufhebung der Patrimonialherrschaften bildete es nach 1850 eine Gemeinde im Bezirk Chrzanów. Das Dorf grenzte damals an Kongresspolen im Norden (Gorenice und Racławice).
1918, nach dem Ende des Ersten Weltkriegs und dem Zusammenbruch der k.u.k. Monarchie, wurde Paczółtowice Teil Polens. Unterbrochen wurde dies durch die Besetzung Polens durch die Wehrmacht im Zweiten Weltkrieg, wo es zum Distrikt Krakau im Generalgouvernement gehörte und grenzte an Gorenice im Landkreis Krenau im Deutschen Reich.
Von 1945 bis 1998 gehörte Paczółtowice zur Woiwodschaft Krakau.